# Bobby Freeman
Bobby Freeman (né le 13 juin 1940,et mort le 23 janvier 2017) est un chanteur compositeur et producteur afro-américain de musique soul qui enregistra pour le label Autumn Records à San Francisco en Californie. Il est principalement connu pour son succès de 1958 Do You Want To Dance?, repris ultérieurement (sous le titre Do You Wanna Dance?) par Del Shannon, The Beach Boys, John Lennon, Cliff Richard & the Shadows et The Ramones, et son succès de 1964, qui le fit rentrer dans le Top 40 aux États-Unis : C'mon and Swim.

## Biographie
Freeman commence sa carrière musicale à l'âge de 14 ans avec les Romancers qui enregistrent brièvement sur le label Dootone. À l'âge de 17 ans arrive son premier succès avec Do You Want To Dance? qui le propulse dans les classements pop avec des hauts et des bas durant l'année 1961. En 1964, il revient dans le Top 10 avec son titre C'mon and Swim qui atteint la 5e place du classement. Cependant, le succès est de courte durée. Délaissé par le monde musical, il devient chanteur pour un club de strip-tease à la fin des années 1960. Toutefois, il sort un nouveau single en 1974 sur le label Touch Records, mais celui-ci ne rencontre qu'un petit succès commercial. Il continue cependant à se produire, notamment aux Bay area Music Awards.

## Discographie

### Singles notables
- 1958 : Do You Want To Dance? (#5 Pop, #2 R&B)
- 1958 : Betty Lou Got a New Pair of Shoes (#37 Pop, #20 R&B)
- 1958 : Need Your Love (#54 Pop, #29 R&B)
- 1959 : Mary Ann Thomas (#90 Pop)
- 1959 : Ebb Tide (#93 Pop)
- 1960 : (I Do the) Shimmy Shimmy (#37 Pop)
- 1961 : The Mess Around (#89 Pop)
- 1964 : C'mon and Swim (#5 Pop, #5 R&B)
- 1964 : S-W-I-M (#56 Pop, #56 R&B)
- 1974 : Everything's Love (Uncharted)

### Albums
- 1958 Do You Wanna Dance (Jubilee)
- 1959 Get in the Swim (Josie)
- 1960 Lovable Style of Bobby Freeman (King Records)
- 1964 C'mon and Swim (Autumn)